# The Maryland Zoo
The Maryland Zoo (autrefois The Baltimore Zoo) est un zoo situé à Baltimore dans le Maryland, aux États-Unis.
Le zoo est situé dans le Druid Hill Park, ce qui était ouvert comme le premier achat d'un parc par la ville de Baltimore sous le maire pressentant, Thomas Swann (de 1809 à 1883), et il était conçu par Frederick Law Olmsted, paysagiste connu au niveau national, avec des travaux supplémentaires sur quelques bâtiments du parc contribués par George A. Frederick, l'architecte de Baltimore City Hall (la Mairie de Baltimore) et John H.B. Latrobe, le commissaire du parc et fils de l'architect anglo-américain très connu, Benjamin Henry Latrobe.
Ouvert en 1876, le zoo est le troisième plus ancien parc animalier du pays, avec plus de 2 000 animaux, répartis sur environ 200 espèces. Il possède une importante collection d'animaux africains et reste actif dans les programmes de conservation d'une vingtaine d'espèces, et par conséquent, il est par ailleurs accrédité par l'Association des Zoos et Aquariums.

## Histoire
Le Maryland Zoo à Baltimore est considéré généralement comme étant le troisième plus ancien parc animalier des États-Unis, parce qu'il était ouvert en 1876, et pendant de nombreuses décennies il était opéré et supervisé par le Baltimore City Board of Park Commissioners (le Conseil des Commissaires des Parcs de la Ville de Baltimore), et ultérieurement par le Department of Parks and Recreation (le Departement des Parcs et de la Recréation) de la ville.
Après le changement des populations démographiques et historiques dans les communautés environnantes à la fin des années 1960 qui a entraîné une augmentation de la criminalité et des incidents de harcèlement envers la population animale, y compris des morts et des mutilations, une clôture de protection était érigée autour du campus du zoo, avec un centre de billetterie et des portails.
Pendant plusieurs décennies entre les années 1950 et 1970, le zoo est devenu très connu localement à cause de la télévision, un nouveau moyen d'information à l'époque, et des programmes de Dr. Arthur Watson, vieux directeur des zoos. En plus, quand Harborplace, le marché des festivals célèbre et emblématique de Baltimore, était établi en 1980, un des magasins a eu plein de jouets des animaux, et ce magasin, Dr. Watson's Zoo (le Zoo de Dr. Watson) était opéré par Dr. Watson soi-même.
En 2004, le zoo était affecté par les problèmes financiers et il avait dû reduire sa collection des animaux par fermant temporairement quelques parties du zoo, et de nombreux animaux comme les reptiles, les hylobatidés (appelés couramment « gibbons »), les tigres et les panthères des neiges étaient relocalisés et envoyés à d'autres zoos.
En 2008, le Maryland Zoo à Baltimore était présenté dans « America's Best Zoos 2008 » (les Meilleurs Zoos des États-Unis 2008), et le zoo a été toujours actif dans des projets de conservation, notablement « Polar Bears International », « Project Golden Frog » et son travail avec les manchots du cap. En outre, il aide avec la réhabilitation de la faune locale, en particulier les oiseaux de proie comme le pygargue à tête blanche.

## Expositions

### African Journey

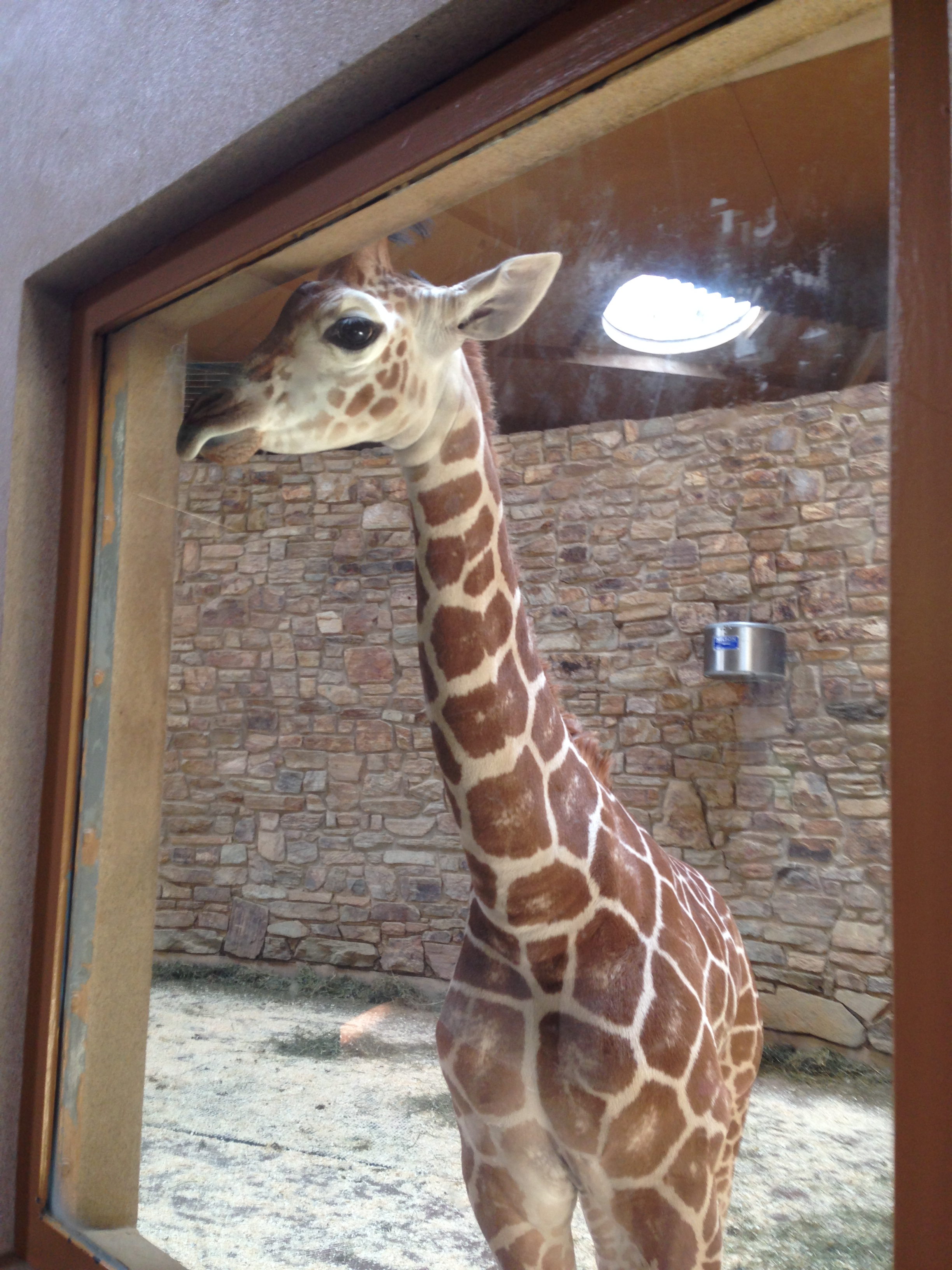
Willow

Le plus grande partie du zoo, « The African Journey » (le Voyage africain) montre un grand éventail d'animaux originaires du continent africain., ce qui inclut :
- Les grues (couronnée et demoiselle), la cigogne blanche et le bucorve d'Abyssinie
- Le sitatunga
- Le Point d'Eau de l'Afrique : la gazella dama, le petit koudou, le jabiru d'Afrique, le rhinocéros blanc, le zèbre des plaines et l'autruche d'Afrique
- La tortue mauresque et le caméléon
- Le phacochère
- L'Exposition « Chimpanzee Forest » (la Forêt des Chimpanzés) : le chimpanzé, le colobus, le propithèque de coquerel, le porc-épic à crête, l'atelopus zeteki et le faux-gavial d'Afrique
- La girafe réticulée
- L'éléphant d'Afrique

Le zoo a une station d'alimentation où on peut interagir avec les quatre girafes réticulées du zoo en les nourrissant pour une somme modique.
En mars 2008, une des éléphants a donné naissance à un éléphanteau mâle de 131,5 kg, le premier né dans l'histoire du zoo. Il s'appelle Samson et on peut le voir si le temps le permet.
Au printemps 2010, les phacochères du zoo ont donné naissance à deux petits mâles, et en fevrier 2017, le premier girafeau est né dans le zoo depuis plus de vingt ans. Le girafeau, Willow, pesait 56 kg et mesurait 185cm au moment de sa naissance.

### Maryland Wilderness
Les visiteurs peuvent aller à « Maryland Wilderness » (la Nature Sauvage de Maryland) pour régarder les loutres quand ils nagent au-dessus de leur tête, sauter à travers les nénuphars, explorer les grottes, ou grimper dans les grands nids d'oiseaux

### Polar Bear Watch

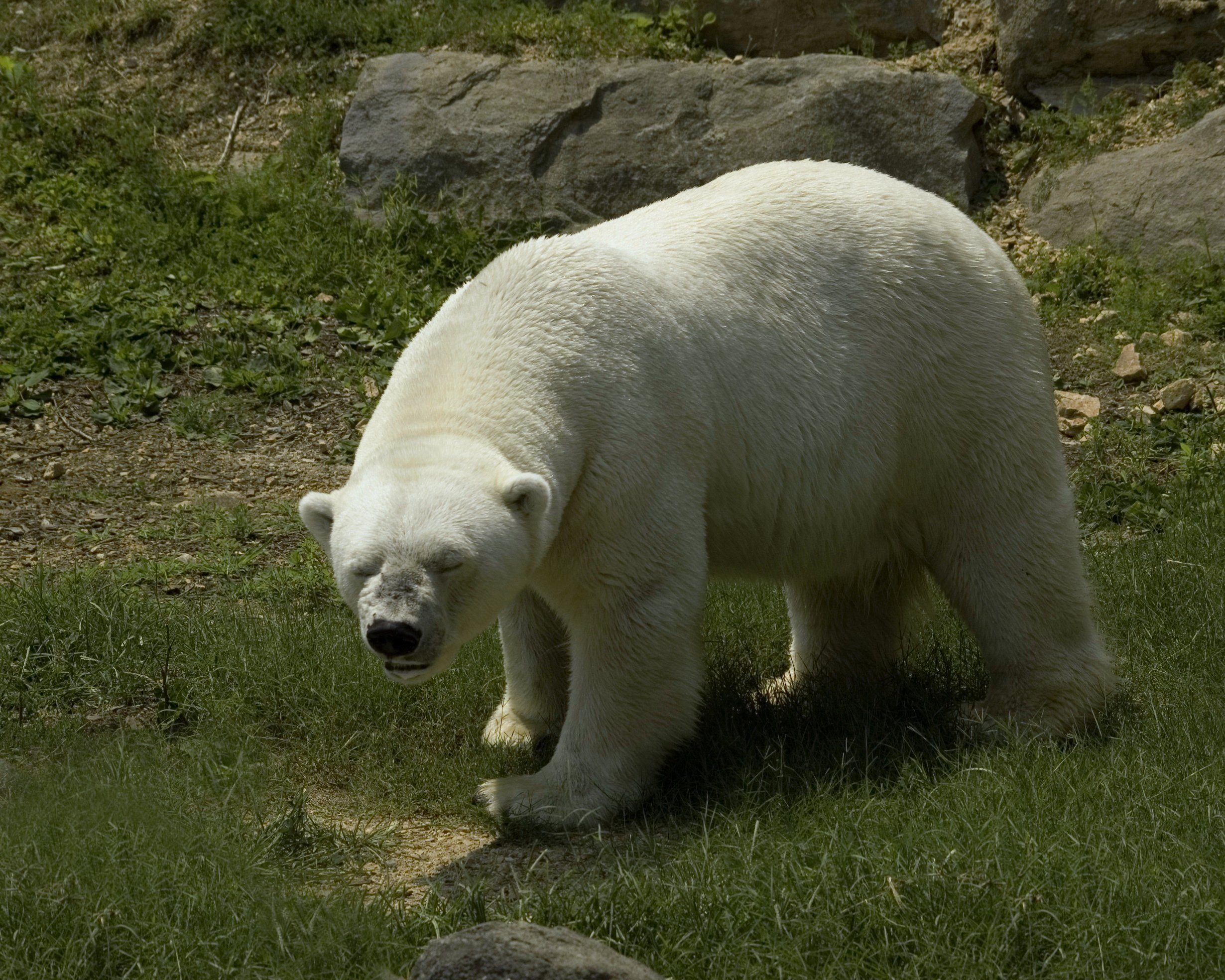
Anoki

Cette exposition, « Polar Bear Watch » (Regardez l'Ours Blanc) a un ours blanc qui s'appelle Anoki, ainsi que des grizzlis, des corbeaux, des pygargues à tête blanche, des harfangs des neiges et des renards polaires.

### Penguin Coast
Cette exposition de pointe, « Penguin Coast » (la Côte des Manchots), exhibe environ soixante manchots du Cap et cormorans à pointrine blanche dans une reconstitution vivante de leur habitat naturel le long des côtes et des îles de l'Afrique du Sud.